# Рокизм и поптимизм

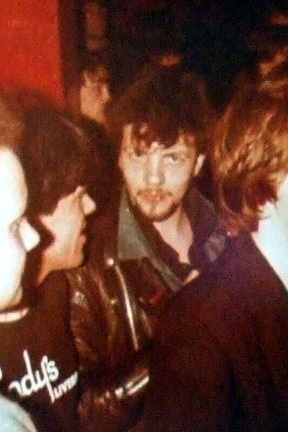
Рок-музыканту Питу Уайли приписывают авторство термина «рокизм»

Рокизм (англ. rockism; по аналогии с расизмом) — убеждение, о том, что рок-музыка по своей сути включает в себя аутентичность и элитарность, таким образом, является более качественной с художественной точки зрения, тем самым возвышается над другими жанрами популярной музыки.
Поптимизм (также попизм; англ. poptimism; popism) ― антагонистское убеждение, что поп-музыка достойна такой же профессиональной критики и интереса, как и рок-музыка. Критики поптимизма описывают его как аналог рокизма, который несправедливо отдаёт предпочтение самым известным и популярным исполнителям в жанрах поп, хип-хоп и современный R&B.
Термин «рокизм» был придуман в 1981 году британским рок-музыкантом Питом Уайли. который юмористически использовали музыкальные журналисты, называющие себя «антирокистами». Этот термин практически не использовался за пределами музыкальной прессы до середины 2000-х годов. В 2000-х годах, вследствие критической переоценки поп-музыки, к следующему десятилетию поптимизм вытеснил рокизм как преобладающую идеологию в музыкальной критике.
В то время как поптимизм поощрялся в качестве коррекции к рокистским взглядам, противники его утверждали, что он привёл к тому, что поп-звёзды ограждены от негативных отзывов как часть усилий по поддержанию консенсуса некритического волнения. Другие утверждают, что эти два убеждения имеют схожие недостатки.

## История

### Ранняя музыкальная журналистика

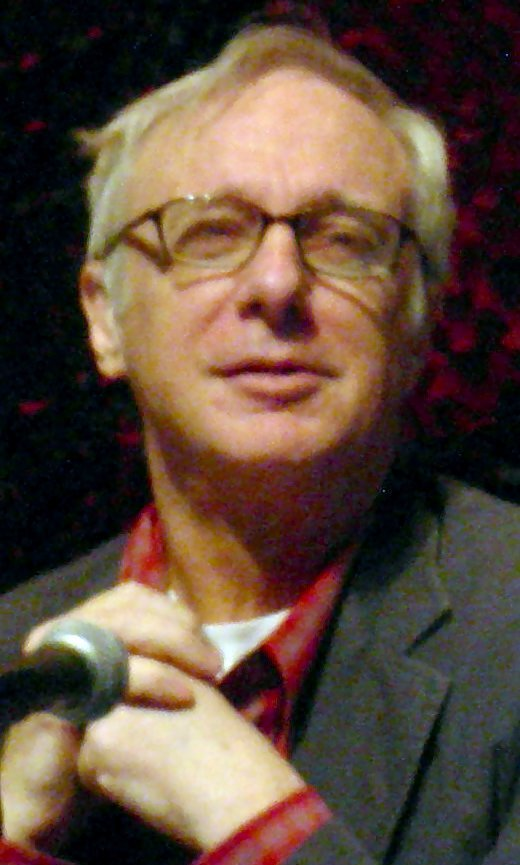
Роберт Кристгау стал одним из первых профессиональных музыкальных критиков. Позже он раскритиковал журнал Rolling Stone за продвижение «скучного мифа о роке как идеализме»

До конца 1960-х годов термин «поп» имел то же определение, что и «рок» или «рок-н-ролл». С 1960-х по 1970-е годы музыкальные журналы, такие как Rolling Stone и Creem, заложили основу для музыкальной критики в попытке сделать популярную музыку достойной изучения. После выхода альбома группы The Beatles Sgt. Pepper's Lonely Hearts Club Band в 1967 году такие журналы начали противопоставлять «поп» и «рок» (рок-н-ролл стал относиться к рок-музыке 1950-х годов).
«Поп» стал ассоциироваться с музыкой более коммерческой, эфемерной и доступной. «Рок» стал ассоциироваться с музыкой, которая характеризовалась тяжёлым звучанием, с акцентом на электрогитаре. Помимо общих различий в музыкальном стиле, эти два слова стали ассоциироваться с разными ценностями. Многие ранние рок-критики считали, что рок воплощает в себе определённый набор ценностей, таких как бунтарство, новаторство, серьёзность и социально-политические заявления.
Однако не все критики поддерживали идею интеграции высоких культурных ценностей в рок-музыку и не все они выступали за важность личного самовыражения. Кроме того, некоторые полагали, что такие ценности были просто навязанными культурным истеблишментом. Тем не менее среди музыкальных критиков 1960-х и 1970-х годов было широко распространено мнение, что по-настоящему художественная музыка создавалась авторами песен с использованием традиционных рок-инструментов на долгоиграющих альбомах, а поп-хиты находятся на более низком эстетическом уровне.
В эссе, опубликованном в книге Ульриха Бека «Глобальная Америка?: Культурные последствия глобализации» (2004), социолог Мотти Регев говорит, что канонизация рок-музыки в 1960-х и 1970-х годах среди профессиональных критиков привела к созданию статусной структуры и ортодоксальности, которые перекочевали в другие разработки в популярной музыке следующего столетия. В качестве примеров этой «непрерывной канонизации» он цитирует серию сборников «Справочника потребителей» Роберта Кристгау конца десятилетия и книгу Колина Ларкина «1000 лучших альбомов всех времён».

### «Новый поп»
После появления панк-рока в конце 1970-х годов возникли жанры новая волна и постпанк, основанные на желании экспериментировать, творчестве и движении вперед. Музыкальный журналист Пол Морли, чьи статьи в британском музыкальном журнале New Musical Express поддержали постпанк-движение в конце 1970-х, был признан влиятельным голосом в развитии «новой поп-музыки» после разгула постпанка, отстаивал «надземную яркость» перед андерграундной чувствительностью. Примерно с этого время слово «рокизм» получило распространение для пренебрежительного описания музыки, отдававшей предпочтение традиционалистским жанрам рока. По словам Джесса Харвела из журнала Pitchfork: «Если у „нового попа“ был архитектор, то это был Пол Морли».

## Определения и этимология

### Рокизм
Термин «рокизм» был придуман в 1981 году, когда британский рок-музыкант Пит Уайли объявил о своей кампании Race Against Rockism, инверсии движения «Рок против расизма». Термин был немедленно использован в качестве полемического ярлыка для выявления и критики группы убеждений и предположений в музыкальной критике. Пол Морли вспоминал:
|  | …один или два музыкальных журналиста, писавшие в одном или двух музыкальных журналах, существовавших тогда, были очень довольны. Я был одним из них и употребил термин «рокист» через минуту после того, как прочитал, что сказал это Уайли. …Если идея рокизма смущала вас, и вы лениво думали, что Pink Floyd автоматически лучше, чем Gang of Four, и что хорошая музыка закончилась с появлением панк-рока, вы были рокистом и ошибались. …Антирокизм всегда был яростно про-поп-музыкой, в основном потому, что нам, оригинальным антирокистам, приходилось в школе нелегко из-за того, что мы любили Боуи и Болана, а не ELP и Led Zeppelin. |

Нет широко распространённого консенсуса в отношении определения «рокизма». В 1990-е годы быть «рокистом» считалось требованием восприятия подлинности поп-музыки, несмотря на то, что требовалось какое бы то ни было ухищрение. В 2004 году музыкальный критик Келефа Санне предложил следующее определение рокистов: «Те некоторые, кто превращает рок-н-ролл в карикатуру, а затем использует эту карикатуру в качестве оружия. Рокизм означает боготворение подлинной старой легенды (или андеграунда). герой), насмехаясь над последней поп-звездой; восхваляя панк, едва терпя диско; любя живые выступления и ненавидя видеоклипы; восхваляя рычащего исполнителя, ненавидя исполнение под фонограмму». Он также обвинил рокистов в пропаганде сексистских, расистских и гомофобных взглядов.
Дуглас Вулк из Seattle Weekly назвал рыхлым определение рокизм и предложил свой вариант: «Скажем, рокизм рассматривает рок как норматив. С точки зрения рокистов, рок ― это стандартное состояние популярной музыки: вид, с которым прямо или косвенно сравнивается всё остальное». Роберт Лосс из PopMatters написал, что «традиционализм» описывает управление настоящим прошлым, что делает его более подходящим словом для «рокизма». Дизайн-критик и инди-поп-музыкант Ник Карри (он же Момус) сравнил рокизм с международным художественным движением Стакизм, который утверждает, что художники, которые не рисуют и не лепят, не являются настоящими художниками.

### Поптимизм
Поптимизм (также называемый попизм) ― это способ дискурса, который утверждает, что поп-музыка заслуживает того же уважения, что и рок-музыка, и является такой же аутентичной и заслуживающей профессиональной критики и интереса. Он позиционирует себя как противоядие от рокизма и был разработан после книги Карла Уилсона об альбоме Селин Дион Let's Talk About Love и эссе Санне против рокизма 2004 года в The New York Times. В статье Санне просит слушателей «прекратить притворяться, что серьёзные рок-песни будут длиться вечно, как будто что-нибудь может, и что блестящие поп-песни по своей сути одноразовые, как будто это обязательно плохо. „Into the Music“ Ван Моррисона был выпущен в том же году, что и „Rapper’s Delight“ группы The Sugarhill Gang; что вы слышите чаще?». Лосс процитировал статью Санне как «своего рода текст о поптимизме», уточнив:
|  | В своих обеднённых терминах рокист представляет традиционные ценности подлинности, в то время как поптимист прогрессивен, инклюзивен и видит сквозь мифы подлинности. Рокист испытывает ностальгию — старый пердун, который говорит, что хорошей музыки больше не делают, ― в то время как поптимист смотрит вперёд и ценит новое. Рокист делает из популярной музыки Искусство, настаивает на серьёзности смысла и требует, чтобы музыканты пели собственные песни и сами играли на инструментах, предпочтительно на гитаре. Поптимист позволяет поп-музыке быть весёлой и, если не бессмысленной, то лёгкой. Рокист — пурист, поптимист — плюралист; рокист старый, попист молодой; рокист настроен против коммерции, поптимисту всё равно. |

После статьи Санне 2004 года в различных интернет-кругах возник спор о рокизме. В 2006 году музыкальный журналист Джоди Розен отметила растущую негативную реакцию против традиционного критического одобрения рока и новой идеологии поптимизма. К 2015 году журналист The Washington Post Крис Ричардс написал, что после десятилетия «праведного преодоления назойливой лжи [рокизма]» поптимизм стал «преобладающей идеологией для самых влиятельных музыкальных критиков сегодняшнего дня. Мало кто произносит это слово в разговоре на домашней вечеринке или в ночном клубе, но в среде музыкальных журналов сама идея поптимизма является священным писанием».

## Критика поптимизма

### Параллели с рокизмом

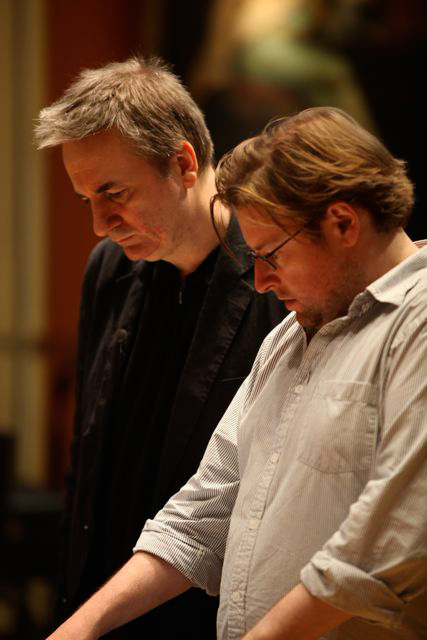
Пол Морли (слева), давний критик рокизма, утверждает, что многие черты поптимизма неотличимы от рокизма

В 2006 году Морли высмеял серьёзность современных авторов музыки: «Многие из самопровозглашённых американских антирокистов или попистов, или поптимистов, или уколов поп-музыки — на самом деле пишут с суетливым, самоуверенным рокистским блеском. И, несмотря на весь их тщательный чрезмерный анализ, любое определение рокизма сегодня то же самое, что и всегда». В том же году Розен положительно отзывался о новом движении, но предупреждал о возможных эксцессах; что музыкальная иерархия, ориентированная на поп-музыку, ничем не лучше, чем иерархия, ориентированная на рок, потому что оба жанра обладают уважаемыми качествами, которые нельзя игнорировать.
Неделю спустя Роб Хорнинг из PopMatters ответил на письмо Розена более негативным взглядом на поптимизм, написав, что «грустно думать, что самые резкие критики тонут в самомнениях, полагая, что они избавляются от него. В основном, отвергая всё это когда-то предыдущее поколение считало важным, и если принять противоположное, вы можете обосновать свою важность. Это не оптимизм, это реакция».
В статье для The Quietus в 2017 году Майкл Хэнн утверждал, что «поптимисты столь же пренебрежительны, как и рокисты», и перечислил следующие поптимистские «священные коровы, которые не вызывают проблем»:
- «Сольный релиз участника искусственно созданной группы больше не является печальным дополнением к имперским годам; это глубокое заявление о художественной целостности».
- «Неожиданное освобождение от именитого коллектива само по себе является революционным актом».
- «Не интересоваться Тейлор Свифт, Бейонсе, Леди Гагой или Зейном Маликом — само по себе сомнительно. Это показывает не ваши музыкальные вкусы, а ваши предубеждения. В худшем случае вы можете раскрыть свой бессознательный расизм и сексизм. А скорее всего, вы тролль».
- «Коммерческий успех сам по себе должен рассматриваться как минимум как один из показателей качества. В конце концов, 50 миллионов фанатов Элвиса не могут ошибаться».
- «Подобно тому, как подлинность ничего не стоит как символ ценности музыки, так изобретательность и цинизм можно превозносить и прославлять как свидетельство осведомлённости создателя об игре, в которую они играют»[8].

По словам Лосса, рокизм и поптимизм в конечном итоге одно и то же, и рокисты и поптимисты равно относятся к музыке как к социальному товару, при этом мистифицируя условия, в которых она возникает. Он добавляет, что, как это принято в «культуре, в которой история мало ценится», поптимизм игнорирует свои исторические прецеденты. Поскольку это представляет собой радикальный прорыв в дискурсе поп-культуры, более старые рок-критики и журналисты обычно изображаются как «кучка каменщиков, стоящих за основанием Зала славы рок-н-ролла», — идея, которую Лосс оспаривает: «Как киноведение, рок-критика конца 60-х и 70-х годов была попыткой сделать популярную музыку достойной изучения; это было поптимизмом до своего времени. Каким-то образом стало общепризнанным, что рок-критика до нового тысячелетия была преимущественно рокистской».

### Коммерческая предвзятость
После 2000-х годов влияние поптимизма привлекло веру в то, что, как только поп-звезда достигнет определённого уровня славы, многие критики защитят её от негативных отзывов. Ричардс утверждал, что поптимизм подбадривает уже успешных, отдавая предпочтение консенсусу и подавляя инакомыслие. Сол Аустерлиц из New York Times Magazine назвал поптимизм продуктом интернет-журналистики, основанной на кликах, которая стремится к наименьшему общему знаменателю, но при этом активно враждебно настроена по отношению к людям, которые являются поклонниками жанров и групп, связанных с рокизмом. Он также раскритиковал его за то, что он позволяет поклонникам поп-музыки избегать расширения своего вкуса, и противопоставил типы музыки, восхваляемые поптимистами, литературой и фильмом, одобренными литературными и кинокритиками. «Должны ли хорошо работающие взрослые, чья работа состоит в том, чтобы вдумчиво слушать музыку, действительно так регулярно соглашаться со вкусом 13-летних?».
Лосс согласился с текстом Аустерлица: «Когда [он] написал, что прежний приоритет музыкальной критики — указывать потребителям, что покупать — был признан недействительным для большинства поклонников. Вместо этого, я полагаю, многие критики стали болельщиками поп-звезд, Я представил, как редактор и руководитель звукозаписывающей компании набросятся на него и скажут: „Не говори им этого!“ Нам нравится верить, что критика лишена грубой коммерциализации, но Аустерлиц выдаёт, что её никогда не было». Он также отметил незначительное количество альбомов с низким рейтингом в таких изданиях, как Rolling Stone, Pitchfork и PopMatters, и что «указывать потребителям, что покупать, по-прежнему является предметом большой музыкальной критики».
Ханн говорит, что когда писатели имеют дело с «элитной» аудиторией, они «должны быть в состоянии оправдать ваше освещение, а это [означает] размышления, приветствующие культурное значение новых поп-звезд… И как только вы определились с этими темами. важно, трудно повернуться и сказать: „На самом деле, знаешь что? Это не так уж много копа“». Он вспоминает свой опыт работы музыкальным редактором в The Guardian, где он «заказывал эти произведения, зная, что они будут читайте… если бы никто не захотел читать о Тейлор Свифт, вы бы никогда не увидели ни одной мысли о ней. Вместо этого мы вступаем в гонку гипербол, поскольку мы считаем, что она заставила Apple изменить условия стриминга, разрушив музыкальный патриархат, создавая новые парадигмы в музыке и обществе».

## В других сферах
Элизабет Доннели из Flavorwire сказала, что литературной критике «нужна поптимистская революция», чтобы понять современные литературные явления, такие как «Пятьдесят оттенков серого», и лучше связаться с читающей аудиторией. В 2015 году Salon опубликовал статью с подзаголовком «Книжной критике нужна поптимистская революция, чтобы победить жанровых снобов», в которой Рэйчел Крамер Басселл утверждала, что литературные критики часто игнорируют очень хорошие работы и отталкивают читателей, сосредотачиваясь только на жанрах, считающихся «литературными».
В статье для Salon в 2016 году Скотт Тимберг прокомментировал критиков, проявляющие всё большее уважение к знаменитому шеф-повару Гаю Фиери, сказав: «Любите или ненавидите то, что называется поптимизмом, импульс, похоже, исходит от критики в отношении еды и ресторанов». Тимберг сравнил кулинарных критиков «в защиту движения [Фиери]» с рок-критиками, которые «начали писать извинения за Билли Джоэла и сочиняли заученные деконструкции Бритни Спирс».